# Dendrobium insigne
Dendrobium insigne là một loài thực vật có hoa trong họ Lan. Loài này được (Blume) Rchb.f. ex Miq. mô tả khoa học đầu tiên năm 1859.